# ميليسا هوسكينز
ميليسا هوسكينز (بالإنجليزية: Melissa Hoskins) مواليد 24 فبراير 1991 في أستراليا الغربية، هي متسابقة أسترالية. شاركت في دورة الألعاب الأولمبية الصيفية.

## الميداليات
| الميدالية | المسابقة                                    |
| --------- | ------------------------------------------- |
| ذهبية     | بطولة العالم للدراجات على المضمار 2015      |
| فضية      | بطولة العالم للدراجات على المضمار 2012      |
| فضية      | بطولة العالم للدراجات على المضمار 2012      |
| فضية      | بطولة العالم للدراجات على المضمار 2013      |
| برونزية   | بطولة العالم للدراجات على المضمار 2014      |
| فضية      | بطولة العالم لسباق الدراجات على الطريق 2012 |
| برونزية   | بطولة العالم لسباق الدراجات على الطريق 2013 |

## روابط خارجية
- ميليسا هوسكينز على موقع الاتحاد الدولي للدراجات (الإنجليزية)
- ميليسا هوسكينز على موقع أرشيف الدراجات (الإنجليزية)
- ميليسا هوسكينز على موقع إحصائيات الدراجات الإحترافية (الإنجليزية)
- ميليسا هوسكينز على موقع نسبة الدراجات (الإنجليزية)
- ميليسا هوسكينز على موقع CycleBase (الإنجليزية)
- ميليسا هوسكينز على موقع CyclingDatabase.com (مؤرشف) (الإنجليزية)
- ميليسا هوسكينز على موقع اللجنة الأولمبية الدولية (الإنجليزية)
- ميليسا هوسكينز على موقع أوليمبيديا (الإنجليزية)
- ميليسا هوسكينز على موقع اللجنة الأولمبية الأسترالية (الإنجليزية)
- ميليسا هوسكينز على موقع اتحاد ألعاب الكومنولث (مؤرشف) (الإنجليزية)